# Bogdan Stamenković
Bogdan Stamenković (in serbo Богдан Стаменковић?; Surdulica, 19 gennaio 1998) è un calciatore serbo, attaccante del Radnik Surdulica.

## Caratteristiche tecniche
È un centrocampista offensivo.

## Carriera
Cresciuto nel settore giovanile dello Spartak Subotica, ha esordito in prima squadra il 22 aprile 2017 disputando l'incontro di Superliga serba perso 3-0 contro il Radnik Surdulica.

## Palmarès

### Club

#### Competizioni nazionali
- Prva Liga Srbija: 1

Radnik Surdulica: 2024-2025